# Luis Lamas Benavente
Luis Lamas Benavente (Concepción, 1868-1 de diciembre de 1918) fue un empresario y político chileno, miembro del Partido Radical (PR). Ejerció como diputado de la República en la década de 1900.

## Familia y estudios
Nació en Concepción (Chile) en 1868, hijo del exsenador propietario, Víctor Lamas Miranda y Mariana Benavente Carvajal-Vargas. Era hermano del exdiputado Víctor Manuel Lamas Benavente.
Empresario, fue propietario del diario El Sur de Concepción, desde 1901. En esa función modernizó sus maquinarias y el sistema de publicación. Por otra parte fue bombero, siendo socio fundador y miembro de la 4ª Compañía de Bomberos de Concepción, donde figuró con el registro n° 14 del año 1888.
Se casó con Ana Cecilia Ibieta, teniendo descendencia.

## Carrera política
Militó en el Partido Radical (PR), siendo delegado de Concepción a la 1ª Convención de la colectividad en 1888. Además, fue fundador y presidente honorario de la Asamblea Radical de la localidad de Quirihue.
En las elecciones parlamentarias de 1903, fue elegido como diputado por Itata, por el período legislativo 1903-1906. Durante su gestión integró la Comisión Permanente de Elecciones. En las elecciones parlamentarias de 1906, obtuvo la reelección como diputado por Itata, para el período 1906-1909. En esa oportunidad fue diputado reemplazante en la Comisión Permanente de Elecciones; e integró la Comisión Permanente de Gobierno y Colonización.
Entre otras actividades, fue vocal de la Junta de Beneficencia de Concepción; administrador del Cementerio de la misma ciudad; elector de presidente en diferentes oportunidades; y alcalde de Penco. También fue director y presidente del Banco Concepción y del Club Concepción.
Falleció el 1 de diciembre de 1918.